# چوم کریک، ویکتوریا
چوم کریک (به انگلیسی: Chum Creek) یک شهرک در استرالیا است که در ویکتوریا (استرالیا) واقع شده‌است.